# Polyommatus amethystina
Polyommatus amethystina är en fjärilsart som beskrevs av Gillmer 1908. Polyommatus amethystina ingår i släktet Polyommatus och familjen juvelvingar. Inga underarter finns listade i Catalogue of Life.